# Altobar de la Encomienda
Altobar de la Encomienda es una localidad del municipio de Pozuelo del Páramo, en la provincia de León, Comunidad Autónoma de Castilla y León (España).

## Situación
Limita con La Nora del Río al O; con Navianos de la Vega al N; con Pozuelo del Páramo al E; y con Alija del Infantado al S.

## Historia
FIESTAS
Esta localidad leonesa cuenta con tres festividades repartidas a lo largo del año:
- Fiesta de la Octava de Corpus: ocho días después del día de Corpus.
-Fiesta del verano
-Fiesta en honor a San Martino: el 8 de noviembre.

## Evolución demográfica
| 2000 | 2001 | 2002 | 2003 | 2004 | 2005 | 2006 | 2007 | 2008 | 2009 | 2010 | 2011 |
| 348  | 337  | 326  | 319  | 304  | 296  | 306  | 304  | 295  | 282  | 284  | 290  |

- Datos: Q5671150